# 班迪与油印机
《班迪与油印机》是由TheMeatly Games制作与开发的章节式恐怖生存游戏。故事讲述着名为亨利（Henry）的主角受到旧同事的邀请下回到了他曾经工作的旧工作室。该工作室的象征物——班迪（Bendy）却变成了一个墨水怪物前来寻找主角。游戏分为五大章节，其中的第一章于2017年2月10日在Game Jolt免费发布，而第二章则于2017年4月18日发售。该游戏于2017年2月28日通过了Steam的青睐之光，之后于2017年4月27日发布了首两个章节。第三章则于2017年9月28日发售，其余两个章节则分别于2018年4月30日和10月12日发售，总计5个章节。程序师Mike Mood表示这款游戏可说是“意外地成功”。
在2018年1月26日，开发者宣布了在游戏第四章制作期间将会发布名为《Bendy in Nightmare Run》的免费手机游戏，该游戏将会于同年8月发布在Android和iOS平台上。而在同年1月29日，开发者正式宣布在发行商Rooster Teeth Games的协助下，游戏即将在同年10月12日发布在游戏机平台上，分别为PlayStation 4、Xbox One和任天堂Switch。
2019年2月起，本作之Youtube頻道持續每週更新全新灌錄的音頻短片，Twitter亦開始公告斷續訊息。4月14日，官方宣佈將會推出新作《班迪與暗黑重生》，該遊戲後於2022年推出。基於該遊戲的改編電影由雷達影業製作。

## 游戏玩法

游戏以墨汁和老旧动画作为主题。

《班迪与油印机》是一款使用了拼图解谜、环境探索和战斗要素的恐怖生存游戏。使用第一人称视角的玩家扮演亨利探索废弃的动画工作室，并且只能使用奔跑、跳跃等限制动作。玩家可以收集到不同的道具，一些能够用来解开不同的拼图（如修复机械或打开门）。玩家可以收集罐装咸肉汤（参考自游戏的开发者——TheMeatly）以解锁成就或恢复亨利的体力。
游戏战斗多数都是使用不同的近战武器，包括斧头、管子和搋子，例外的情况包括玩家在之后的章节可以暂时使用衝鋒槍。游戏的主要敌对角色为墨汁怪物，它们有着不同的能力且一些无法被伤害，玩家必须策略性地远离对方并在正确时机攻击。至于无法被伤害的敌人，玩家必须要躲藏起来才能够生存。如果亨利遭受太多伤害，他仍然能够逃脱吞噬自己的墨汁并在其中一个作为保存点的班迪雕像再度出现。
除此之外，玩家可以在各个地点找到录音带，播放它们能够让玩家更加了解到此工作室和该员工的故事情节，和《生化奇兵》等游戏相似。一些录音带很容易被错过，并且需要更深入的探索才能揭露录音带处于的秘密区域。

## 章节

### 第一章：Moving Pictures
动画师亨利在老朋友兼旧同事喬伊·德鲁（Joey Drew）的邀请下回到了他的旧工作地点，也就是名为乔伊德鲁工作室（Joey Drew Studios）的动画工作室。他在里头找到了神秘的油印机。亨利尝试启动却失败，且发现必须先找到需要的物品后才能启动。完成并重新启动后，亨利回到油印机所在的地方，却被恐怖的班迪恶魔怪物攻击。亨利迅速逃脱却意外跌落至亨利从来都不知道存在的地下室。亨利拿起斧头继续探索，发现了一个地上的五角星后莫名晕倒，结束了章节。
此章节于2017年2月17日在Game Jolt首次发布，并在4月27日连同第二章一起发布到Steam上。开发者表示这一章只用了5天来制作完成。玩家在此章节会发现到一个奇怪的尸体，该尸体似乎属于虚构角色波利斯（Boris the Wolf）。而根据工作室里的录音带，玩家也可以得知喬伊似乎参与了某种神秘学练习。

### 第二章：The Old Song
亨利来到了工作室的音乐部门，遭到了被称为搜寻者（Searchers）的怪物袭击。亨利在杀死它们并解锁了出口后却又被击晕。醒来后发现击晕他的人是工作室的前音乐导演——薩米·勞倫斯（Sammy Lawrence）。薩米被因被困在墨汁身体里而变得疯狂得将班迪膜拜成神。他为了尝试变回原样而打算将亨利作为活人献祭交给恶魔。意外的是班迪出现后却把薩米给杀死了。亨利成功逃脱，遇到了栩栩如生的波利斯。
此章节是于2017年4月18日首次发售。比起第一章，第二章花了整整6个星期来制作。

### 第三章：Rise and Fall
亨利与波利斯合作前往工作室的玩具制造部门——神圣玩具（Heavenly Toys）。而这次，亨利遇见了另一个已变得疯狂的卡通角色爱丽丝天使（Alice Angel）。亨利发现爱丽丝为了让自己显得更加有魅力而牺牲了其他卡通角色。爱丽丝允许亨利逃脱，但条件是亨利必须进行一些差事以及提供一些工具。完成了所有任务，亨利和波利斯通过电梯逃离。不过，爱丽丝之后却表示她也需要利用波利斯，並說她記得亨利離開前一些不能被饒恕的事情。电梯被强制停下，波利斯尝试唤醒昏迷的亨利，卻被爱丽丝抓走。

### 第四章：Colossal Wonders
亨利醒來後發現自己身處在會計和紀錄部門，於探索後發現各種沒有完整意識的墨水人形，與及藏得更為深入的大型儲物室。期間愛麗絲一直監視，不停挖苦他的歸來，並冷諷其無力拯救波利斯。在儲物室當中，亨利發現被棄而不用的嘉年華用品，並跟被製作人靈魂和墨水附身的遊樂設施角力。緊隨其後，亨利登上重新開動的鬼屋主題遊覽車，卻在終點前遇上已被愛麗絲奪去魂魄和強化體力的波利斯。在鬼屋房間一段對弈過後，愛麗絲不忍尚有能量的波利斯消失而由終點衝過來，但突然被後方一刀穿心，出手的竟然是另一對向亨利表現和平的愛麗絲和波利斯。

### 第五章：The Last Reel
亨利醒來發現被禁錮。他的存在令另一個愛麗絲有點膽怯，亦被另一個波利斯敵視。直至班迪進攻時，兩人為了逃跑而遺下他。亨利憑著一副透示鏡找到出路，並乘坐機動船渡過墨水形成的引水道，期間避過了一隻大型人偶的追逐。著地不久的他赫然發覺山米完整復活並想復仇，幸而另一個愛麗絲和波利斯在關鍵時刻歸來給予山米和其他敵人致命一擊。緊接亨利一不小心跌至行政部門的樓層，並發現了一個大夾萬內藏有舊式影帶。另一個愛麗絲和波利斯這時趕上並打通了大夾萬外的路，通往了最初進入的工作地點。意識到影帶幕後意義的亨利，決定獨自通往已和地點扭曲地融合的油印機內，與強化的惡魔班迪決一勝負。歷盡艱辛，亨利最後成功把這些卡通人物未曾理解的可怕事物──劇終，帶到整個工作室。霎眼間，他終於記起進入工作室前的事情──又或者，一切也不過是在某個作品載體之中，重新開始......

## 其他媒体
开发者theMeatly有时候会在官方YouTube频道上发布一系列的小动画。这些动画由动画师Timethehobo基于这款游戏所制作。在2017年8月11日，开发者发布了游戏第三章的预告，而影片开头也播放了名为《墓地野餐》（Tombstone Picnic）的首部动画影片。许多观众都表示想要看到更多这样的动画。在2017年10月31日，开发者为了庆祝万圣节发布了第二部动画《闹鬼作乐》（Haunted Hijinx）。在2017年12月24日，开发者为了庆祝圣诞节而发布了第三部动画《雪地荒唐》（Snow Sillies）。
在2017年10月27日，开发者为了庆祝万圣节而推出了名为“Hello Bendy”的模组。在这个模组中，游戏中的班迪和山米将会被替换成同样为恐怖游戏的《你好，鄰居》中登场的邻居。而在《你好，鄰居》中，邻居也会带着班迪的面具。模组在10月尾后就再也无法使用。
在2018年1月26日，开发者也宣布了旁支移动版游戏《Bendy in Nightmare Run》，该游戏于8月15日免费发布在Android和iOS平台上。游戏共有4个关卡，而每个关卡包括了5幕和噩梦模式。玩家必须操控班迪或其他角色并收集道具来击败不同的对手。

## 发展
开发者TheMeatly起初是靠自己开发一些有趣的游戏，但过程中因不擅长开发代码而遇到种种困难。有时候TheMeatly也会制作一些漫画，这些漫画也吸引了一些人们前来阅读，其中包括同样为游戏开发者的麦克·穆德（Mike Mood）。这让他们两人开始互相沟通，也开始合作起来。
他们当时计划的游戏并非《班迪与油印机》，TheMeatly为该未知游戏尝试设计出一个可爱但又带有一点恐怖的角色。在保存设计文件时，TheMeatly的电脑在他输入该文件名称时却出现当机，名字最后成了“Bendy”（班迪，也就是游戏中的敌对角色名称）。TheMeatly决定给这个角色取了此名称。
开发者开始设计游戏本身，但之后已经保存好的游戏文件却无故损坏，无法打开。开发者非常失望，The Meatly和穆德只好重新来过。一段时间后，TheMeatly再度尝试打开文件，文件却奇迹地打开了。TheMeatly再度继续这个游戏，完成后交给了穆德进行代码整理。《班迪与油印机》就此诞生。
游戏在网络爆红后，剩下的章节也陆陆续续地开始发售，分别在2017年2月10日、4月18日、9月28日、2018年4月30日和10月12日发售。而除了在8月15日发布在移动手机平台的旁支游戏《Bendy in Nightmare Run》以外，开发者也即将在10月12日在PlayStation 4、Xbox One和任天堂Switch推出完整版。

## 回响
游戏在Steam上被用户们给予了特别好，表示气氛十分到位，且美术和特效也都制作良好。不过也有不推荐此游戏的用户都表示游戏分章节发售导致价格有些昂贵。Gaming Respawn的德瑞克·米勒表示游戏的画风非常好。
在2017年12月18日，该游戏被IGN选为2017年最佳恐怖游戏的其中之一。此外，IMDb的用户们也给予了此游戏8.0的评分。